# Waskaucy
Waskaucy (ukr. Васкауци) – stacja kolejowa w miejscowości Strumok, w rejonie dniestrzańskim, w obwodzie czerniowieckim, na Ukrainie. Położona jest na linii Czerniowce – Ocnița.

## Historia
Stacja powstała w czasach carskich na linii z Oknicy do przejścia granicznego z Austro-Węgrami w Nowosielicy, pomiędzy stacjami Romankaucy i Janoucy.